# Gljúfursárfoss

De Gljúfursárfoss (kloofrivierwaterval) is een waterval in het oosten van IJsland.
De rivier de Gljúfursá ontstaat op de bijna 1 kilometer hoge Vindfellsfjöll en mondt uiteindelijk in de Vopnafjörður-fjord uit, ongeveer 15 kilometer ten oosten van het gelijknamige stadje.
De weg vanaf de Hellisheiði hoogvlakte naar Vopnafjörður voert over het riviertje.
Op IJsland bestaat er ook een waterval die Gljúfráfoss heet. Deze ligt een paar honderd meter ten noorden van de Seljalandsfoss, en het water valt daar in een kloof verscholen naar beneden.